# Trifurcula orientella
Trifurcula orientella is een vlinder uit de familie dwergmineermotten (Nepticulidae). De wetenschappelijke naam is voor het eerst geldig gepubliceerd in 1953 door Klimesch.
De soort komt voor in Europa.